# Lucas Wong
Huang Xuxi (em cantonês: Wong Yukhei, chinês tradicional: 黃旭熙, chinês simplificado: 黄旭熙, pinyin: Huáng Xùxī, hangul: 황욱희; rr: Hwang Wook-hee; nascido em 25 de janeiro de 1999), conhecido profissionalmente como Lucas Wong ou apenas Lucas, é um rapper, modelo e personalidade de televisão honconguês. Em 2015 foi descoberto pela SM Entertainment após uma audição bem-sucedida, como um modelo, no SM Global Audition realizada em Hong Kong. Foi introduzido como membro do grupo sul-coreano NCT em janeiro de 2018, estreando oficialmente no mês seguinte.

## Vida e carreira
Lucas nasceu em 25 de janeiro de 1999 no distrito de Sha Tin em Hong Kong. Filho de pai chinês e mãe tailandesa, Lucas frequentou o colégio TWGHs Yow Kam Yuen em Hong Kong. Em 2015 foi descoberto pela SM Entertainment após uma audição bem-sucedida, como um modelo, no SM Global Audition realizada em Hong Kong.
Em abril de 2017, Lucas foi apresentado ao público como membro do SM Rookies, ao estrelar o vídeo musical da canção "Dream In A Dream" de Ten. Foi introduzido como membro do NCT em janeiro de 2018, sendo apresentado oficialmente no mês seguinte. Estreou como membro da subunidade NCT U com o lançamento da canção "Boss" em fevereiro do mesmo ano. A canção serviu como primeiro single do primeiro álbum de estúdio do NCT, intitulado NCT 2018 Empathy, lançado em 14 de março de 2018. O álbum estrou na segunda posição da Gaon Album Chart e foi certificado com um disco de platina pela KMCA, por mais de 300 mil cópias vendidas. No mês seguinte Lucas, como parte do NCT U, lançou o vídeo musical da canção "Yestoday", juntamente com Taeyong, Doyoung e Mark. Ainda em abril, o NCT lançou a canção "Black on Black" como parte do NCT 2018, tendo lucas como um dos interpretes da canção.
Lucas colaborou com Taeyeon na canção "All Night Long" (저녁의 이유), lançada em junho de 2018 como parte do extended play Something New. No mês seguinte foi escalado para o reality show da SBS Law of the Jungle. De julho a agosto, estrelou a 8ª temporada do NCT Life, intitulada Hot & Young Seoul Trip. A temporada apresenta dos membros estrangeiros do NCT fazendo uma tour pela cidade de Seul, tendo Johnny dos Estados Unidos como seu guia, e contando também com Yuta do Japão, Kun e Winwin da China e Mark do Canadá. Sua aparição no Law of the Jungle foi ao ar de 19 de outubro a 9 de novembro de 2018. Em setembro do mesmo ano, foi escalado para o elenco do programa Real Man 300 representando a 3ª Divisão de Infantaria também conhecida como a tropa "Crânio Branco". Sua estreia no programa ocorreu em 23 de novembro de 2018. Em outubro do mesmo ano, Lucas participou do "KYE 2019 S/S Hera Seoul Fashion Week Collection" durante o Seoul Fashion Week, realizado no Dongdaemun Design Plaza (DDP), marcando sua estreia oficial como modelo.
Lançou a canção "Coffee Break", em colaboração com Jonah Nilsson, como primeiro single da terceira temporada do projeto Station em 29 de novembro de 2018. No final de dezembro de 2018, foi introduzido a subunidade WayV. A unit estreou em janeiro de 2019 com o lançamento do extended play The Vision, juntamente com o lead single "Regular". Em fevereiro, Lucas entrou para o elenco da sétima temporada do programa Keep Running, a versão chinesa do show de variedades Running Man da SBS. A temporada teve sua estreia em 26 de abril de 2019. Em agosto do mesmo ano, foi apresentado como membro do grupo SuperM, juntamente com Taemin, Baekhyun, Kai, Taeyong, Ten e Mark. O supergrupo estreou oficialmente em 4 de outubro de 2019, com o lançamento do extended play de mesmo nome. O EP estreou no número um na parada de álbuns da Billboard 200, com 164 mil cópias vendidas na semana que terminou em 10 de outubro, tornando-se o primeiro ato coreano a liderar a parada com seu lançamento de estreia, bem como o quarto lançamento em coreano a alcançar o número um.
Em setembro de 2020, o SuperM lançou o seu primeiro álbum de estúdio, Super One. O álbum contou com os singles "100", "Tiger Inside" e "One (Monster & Infinity)". Ainda em meados de setembro, o NCT anunciou o projeto NCT 2020, semelhante ao seu projeto NCT 2018, que combina membros de várias subunidades em um álbum. Em 20 de setembro, foi confirmado que o grupo estaria lançando seu segundo álbum, NCT 2020 Resonance Pt. 1 em 12 de outubro, apresentando todas as 4 unidades e 2 novos membros. Em sua pré-venda, o álbum ultrapassou a marca de 1 milhão de cópias vendidas apenas na Coreia do Sul. No álbum, Lucas participou de uma das faixas-título, "Make a Wish". Também participou das B-sides "Volcano" e "Faded In My Last Song" (ambas lançadas pelo NCT U) e "Nectar" (lançada pelo WayV). De outubro à dezembro de 2020, apareceu no reality show NCT World 2.0 ao lado dos outros membros do NCT. Para a segunda parte do segundo álbum do NCT, intitulado NCT 2020 Resonance Pt. 2 e lançado em 23 de novembro de 2020, Lucas não participou das B-sides.
Em 25 de agosto de 2021, Lucas estava programado para lançar o single "Jalapeño" ao lado de Hendery, como parte da subunidade WayV-Lucas & Hendery. No entanto, após uma polêmica envolvendo seus relacionamentos anteriores, a SM Entertainment e Label V anunciaram que o lançamento, assim como suas promoções, foram adiados. Lucas também anunciou que estava suspendendo temporariamente suas atividades com o WayV.

## Controvérsia
Em agosto de 2021 Lucas teve seu nome envolvido em um escândalo de namoro, quando a imprensa sul-coreana reportou que três jovens chinesas estavam acusando o artista de manipulação e traição durante um suposto relacionamento. De acordo com a mídia coreana, primeiro uma suposta ex-namorada de Lucas o acusou de ter roubado dinheiro dela, além de apontá-lo como manipulador. Depois, mais duas jovens se apresentaram para acusá-lo de um comportamento semelhante.
Dias depois Lucas postou a foto de um pedido de desculpas manuscrito em seu perfil de rede social e comunicou seu afastamento das atividades artísticas, enquanto a SM Entertainment informou que o lançamento de "Jalapeño", gravado junto com Hendery, havia sido adiado. Diante da repercussão do relato nas redes sociais, Lucas pediu "sinceras desculpas a quem ficou magoado" por suas ações "erradas". O cantor também se desculpou com os fãs que, segundo ele, lhe "deram muito amor e apoio após esse episódio". A SM ainda acrescentou: "Lucas está refletindo profundamente sobre ter causado grande dor e decepção devido ao seu comportamento errado, e a agência também se sente responsável pela nossa má gestão do artista. Mais uma vez, nos desculpamos profundamente por causar preocupação a muitas pessoas, incluindo fãs, com os assuntos pessoais de Lucas."

## Filmografia
| Título                                 | Ano           | Notas                           | Ref.   |
| -------------------------------------- | ------------- | ------------------------------- | ------ |
| NCT Life: Hot & Young Seoul Trip       | 2018          | 8ª temporada do NCT Life        | [ 19 ] |
| Law of the Jungle in Last Indian Ocean | 2018          | Regular (Ep. 337–339)           | [ 48 ] |
| Real Man 300                           | 2018          | Membro da tropa "Crânio Branco" | [ 21 ] |
| Keep Running                           | 2019–presente | Regular (7ª–9ª temporada)       | [ 29 ] |

## Discografia
| Título | Ano                    | Melhores posições nas paradas | Melhores posições nas paradas | Álbum                   |
| Título | Ano                    | KOR                           | KOR                           | Álbum                   |
| Título | Ano                    | Gaon                          | Hot 100                       | Álbum                   |
| Como artista principal                                                                                     | Como artista principal | Como artista principal        | Como artista principal        | Como artista principal  |
| --- | ---------------------- | ----------------------------- | ----------------------------- | ----------------------- |
| "Coffee Break" (com Jonah Nilsson featuring Richard Bona)                                                  | 2018                   | —                             | —                             | Lançamento sem álbum    |
| Colaborações                                                                                               |                        |                               |                               |                         |
| "All Night Long" (저녁의 이유) (Taeyeon featuring Lucas)                                                   | 2018                   | 72                            | 35                            | Something New           |
| Aparições em trilhas sonoras                                                                               |                        |                               |                               |                         |
| "Run For The Dream" (造亿万吨光芒) (com Angelababy, Li Chen, Zheng Kai, Zhu Yawen, Wang Yanlin, Song Yuqi) | 2019                   | —                             | —                             | Keep Running theme song |
| "—" indica lançamentos que não figuraram nas paradas ou não foram lançados nessa região.                   |                        |                               |                               |                         |

### Vídeos musicais
| Como artista principal               | Como artista principal | Como artista principal     |
| Canção                               | Ano                    | Outro(s) artista(s)        |
| ------------------------------------ | ---------------------- | -------------------------- |
| "Coffee Break"                       | 2018                   | Jonah Nilsson Richard Bona |
| Aparições em vídeos musicais         |                        |                            |
| "Dream In A Dream" (夢中夢 / 몽중몽) | 2017                   | Ten                        |

## Prêmios e indicações
| Reconhecimentos | Reconhecimentos                                     | Reconhecimentos                         | Reconhecimentos  | Reconhecimentos | Reconhecimentos |
| Ano             | Prêmio                                              | Categoria                               | Trabalho nomeado | Resultado       | Ref.            |
| --------------- | --------------------------------------------------- | --------------------------------------- | ---------------- | --------------- | --------------- |
| 2018            | TC Candler: The 6th Annual Independent Critics List | World's 100 Most Handsome Faces of 2018 | Ele mesmo        | 49th            | [ 51 ] [ 52 ]   |
| 2019            | TC Candler: The 7th Annual Independent Critics List | World's 100 Most Handsome Faces of 2019 | Ele mesmo        | 65th            | [ 53 ] [ 54 ]   |